# Serule
Serule è un villaggio del Botswana situato nel distretto Centrale, sottodistretto di Serowe Palapye. Il villaggio, secondo il censimento del 2011, conta 3.241 abitanti.

## Località
Nel territorio del villaggio sono presenti le seguenti 31 località:
- Belo Belo di 6 abitanti,
- Bojakgosi di 10 abitanti,
- Jelante di 10 abitanti,
- Lebu di 21 abitanti,
- Lephiri di 12 abitanti,
- Letlapeng di 40 abitanti,
- Majojo di 23 abitanti,
- Maphanephane di 5 abitanti,
- Marotobolo di 6 abitanti,
- Marulamabedi di 7 abitanti,
- Marulamantsi di 8 abitanti,
- Masokobale di 6 abitanti,
- Matopi di 11 abitanti,
- Metsimahibidu di 8 abitanti,
- Mmakhumo di 8 abitanti,
- Mogolori di 5 abitanti,
- Mokata di 1 abitante,
- Mokobaesi di 1 abitante,
- Nkabejana di 43 abitanti,
- Nkgobotlwane di 15 abitanti,
- Palamaokue di 39 abitanti,
- Police Camp di 17 abitanti,
- Ramaphole di 8 abitanti,
- Roads Camp,
- Sese Vet Camp di 10 abitanti,
- Sese-Siding (Quarantine Camp) di 9 abitanti,
- Shale di 12 abitanti,
- Tshanana di 8 abitanti,
- Tshoswane di 3 abitanti,
- V et Camp di 17 abitanti,
- Xobexwa di 29 abitanti